# Herb okręgu tauroskiego

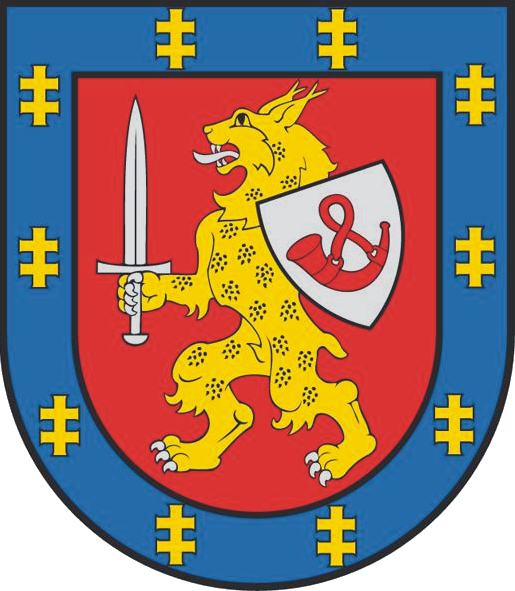
Herb okręgu tauroskiego

Herb okręgu tauroskiego przedstawia na tarczy o błękitnym skraju usianym dziesięcioma złotymi podwójnymi krzyżami jagiellońskimi, w polu czerwonym wspiętego rysia trzymającego miecz i srebrną tarczę na której czerwony róg myśliwski.
Herb został przyjęty dekretem prezydenta Litwy Nr 249 z 5 kwietnia 2005 roku.
Czerwone pole tarczy symbolizuje krew przelaną w walce o wolność.
Tarcza trzymana przez rysia to odmieniony herb Taurogów, stolicy okręgu. Ryś pochodzi z herbu Rosieni i symbolizuje dawną przynależność ziem obwodu do starostwa rosieńskiego i czujność na terenach przygranicznych.
Autor herbu Arvidas Každailis.